# Cobenzl
Rodbina Cobenzl (Kobencelj) je bila plemiška družina, izvorno s Koroškega.

## Zgodovina
Rodbina Cobenzl izhaja s Koroškega, prvič je bila omenjena v 13. stoletju. Takrat naj bi Frizelinus Cobenzl tam imel svoja posestva.

## Pomembni člani
- Krištof plemeniti Proseški — Bil je poveljnik gradu Štanjel med beneško vojno, kasneje se je poročil z Ano iz grofovske družine Logar. S poroko si je v last pridobil Predjamski grad.
- Ana in Krištof — Imela sta dva sinova, Ulrika in Janeza Cobenzl. Oba sta leta 1564 postala grofa, leta 1572 pa sta dobila gospostvo Kopriva.
- Janez Cobenzl — Bil je zelo pomemben: bil je goriški patricij, član in predstojnik nemškega viteškega reda, nadvojvodov tajnik, nadvojvodov komisar pri urejanju meje, nadvojvodov dvorni kancler, podkancler, poslanik najrazličnejših cesarjev, pooblaščeni zastopnik raznih državnih zborov, deželni glavar, dal je sezidati palačo na Travniku v Gorici. Umrl je v Regensburgu med zasedanjem državnega zbora.
- Janez Karl Filip CobenzlJanez Karl Filip Cobenzl (praprapraunuk J.C.) — Bil je poslanik Marije Terezije v raznih nemških državah, bil je prepoznan kot dober upravnik, saj se je zanimal za gospodarsko razvitost svoje dežele. V Bruslju je ustanovil akademijo znanosti (Accademia degli Arcadi Romano-Sonziaci). Član akademije je bil tudi slovenski pisatelj Jurij Japelj, soprevajalec Svetega pisma v slovenščino. Kot zanimivost pa še to, da je imel Janez Karl Filip kar deset otrok.
- Ludovik Filip Cobenzl  — Bil je najstarejši sin Janeza Karla Filipa Cobenzla. Pisal je igre za francosko cesarsko gledališče. Leta 1797 je podpisal mir v Campoformiu, nekaj časa je bil predstojnik zunanjega ministrstva. Leta 1798 je bil zopet poslanik v Peterburgu. Takrat se mu je posrečilo pridobiti Rusijo za zvezo proti Franciji. Pozneje je kot državni minister in podkancler vodil posle vse države. Leta 1801 je podpisal mir v Lunevillu.